# Presostat

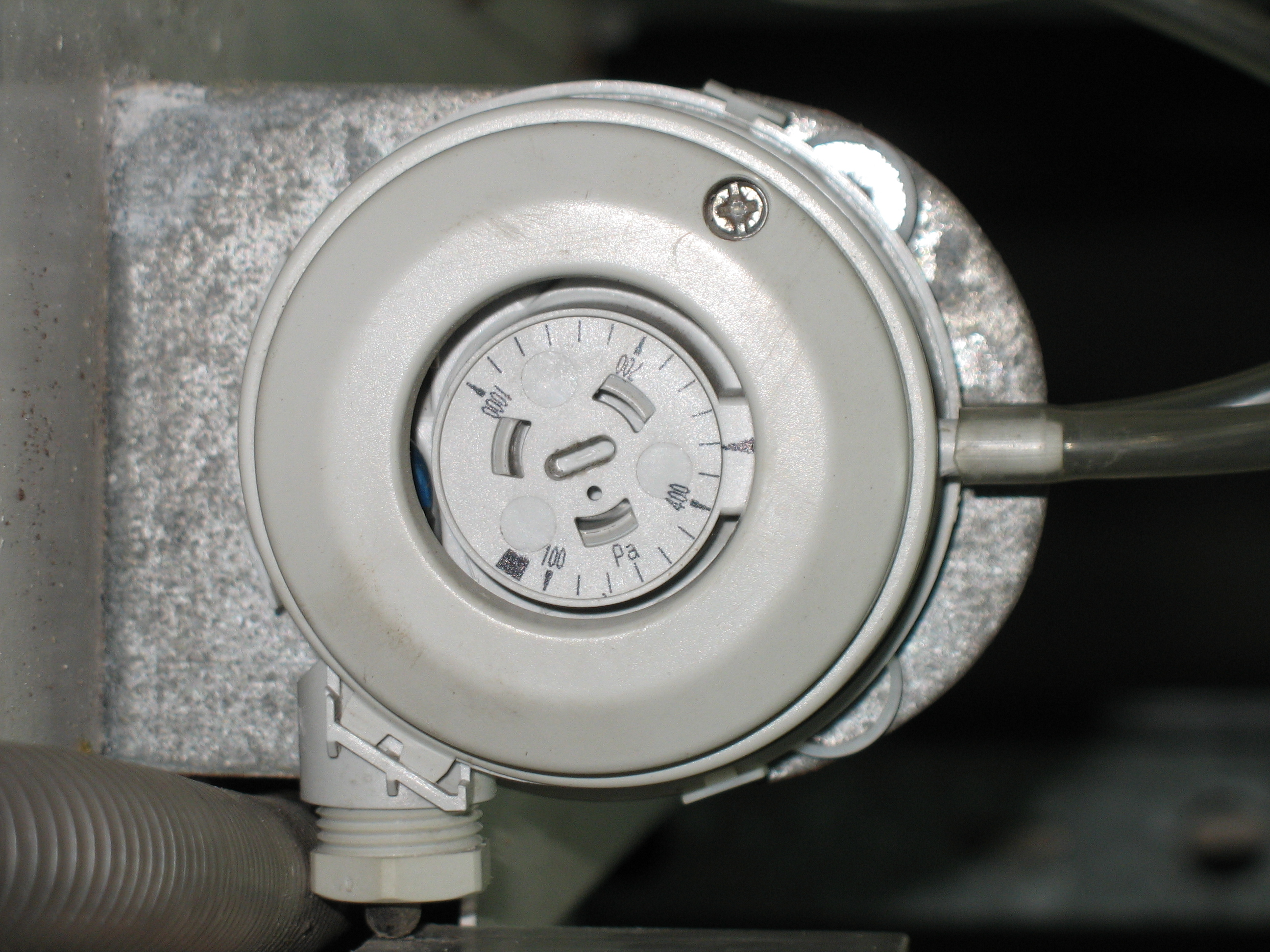
Presostat różnicowy Huba Control typ 604

Presostat – czujnik różnicy ciśnień wyposażony w przekaźnik. Do presostatu przyłączone są dwa przewody ciśnieniowe i do trzech przewodów elektrycznych. Stan przekaźnika jest zależny od wielkości różnicy ciśnień w przewodach ciśnieniowych.

## Zastosowanie
- stabilizacja ciśnienia w hydroforach – po spadku ciśnienia w zbiorniku poniżej zadanego poziomu zwarcie styku powoduje włączenie pompy
- kontrola pracy wentylatorów – przewody ciśnieniowe podłączone są do komory wentylatora (przed wentylatorem) i kanału wentylacyjnego (za wentylatorem), w przypadku awarii wentylatora spada różnica ciśnień pomiędzy punktami w których jest ono mierzone, następuje przełączenie styków skutkujące wyłączeniem wentylatora i uruchomieniem sygnalizacji alarmowej.
- kontrola stanu filtrów powietrza – przewody ciśnieniowe podłączone są po obu stronach filtra, jeśli spadek ciśnienia na filtrze przekroczy ustalony poziom przełączenie styków powoduje uruchomienie sygnalizacji alarmowej
- kontrola poziomu wody w pralkach automatycznych i zmywarkach. Powoduje przerwanie pobierania wody i uruchamia inne urządzenia wykonawcze kiedy zostanie osiągnięty ustalony poziom. Presostat w takich urządzeniach bywa też nazywany hydrostatem.